# Atlántico Fútbol Club
L'Atlántico Fútbol Club és un club dominicà de futbol de la ciutat de Puerto Plata.

## Palmarès
- Liga Dominicana de Fútbol: [3]
  - 2017